# Malakitfjäril
Malakitfjäril, Siproeta stelenes, är en mörkbrun fjäril mönstrad med malakitgröna stora fläckar. Den förekommer i tropiska och subtropiska områden i Amerika, från Amazonområdet och norrut till södra Texas och södra Florida.

## Utseende

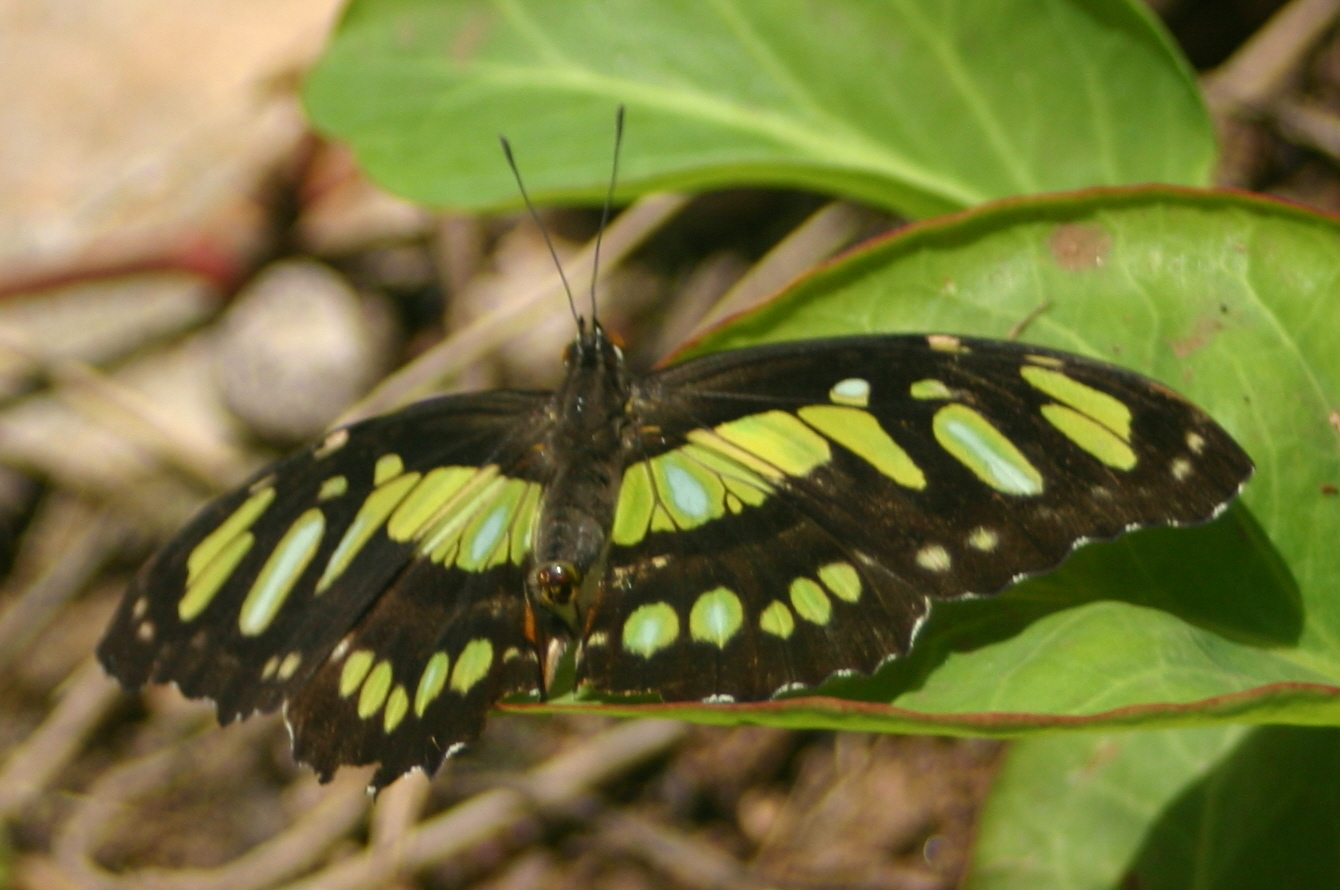
Malakitfjärilens ovansida

Hanen och honan är helt lika varandra. Vingspannet är omkring 7,5 centimeter. Vingarnas ovansida är mycket mörkt bruna. Vid ytterkanterna finns ett band av gröna fläckar som är större på bakvingen än på framvingen. Ännu större gröna fläckar bildar ett brett band över både framvingen och bakvingen. Undersidan är i mönstret lik ovansidan, men grundfärgen är ljusare brunorange och vit. Fläckarna är ljusare gröna än på ovansidan och delvis inramade av mörkbrunt.

## Levnadssätt
Denna fjäril, liksom alla andra fjärilar, genomgår under sitt liv fyra olika stadier; ägg, larv, puppa och fullvuxen (imago). En sådan förvandling kallas för fullständig metamorfos.
Flygtiden, den period när fjärilen är fullvuxen, pågår året runt utom i norra delen av utbredningsområdet där den flyger i två eller tre generationer under sommaren och den sista generationen övervintrar. Under flygtiden parar sig fjärilarna och honan lägger äggen ett och ett på värdväxternas blad. Ur ägget kläcks larven. Värdväxter, de växter larven lever på och äter av, är arter i ruelliasläktet, jakobiniasläktet och släktet Blechum i familjen akantusväxter.
När larven vuxit färdigt förpuppas den. Ur puppan kläcks den fullbildade fjärilen och en ny flygtid börjar.

## Habitat och utbredning
Malakitfjärilens habitat, den miljö den lever i, är framför allt i tropiska eller subtropiska skogar men även i parkområden inne i städer. I Florida kan den påträffas i odlingar av mango, citrus och avokado.
Utbredningsområdet sträcker sig från Amazonområdet i norra Brasilien och norrut till södra Texas och södra Florida i USA. Populationerna i Florida blev bofasta där under 1960-talet.

## Underarter

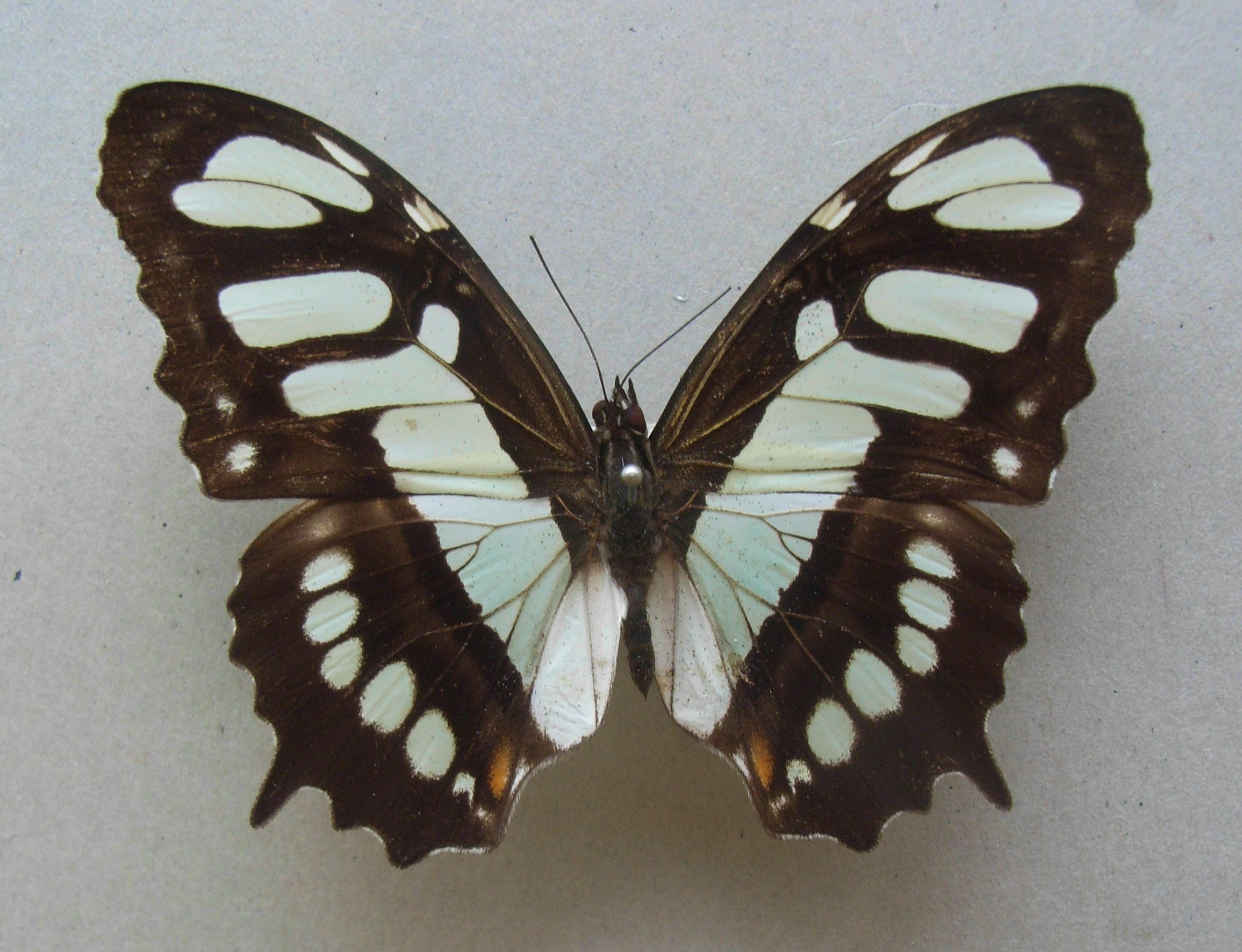
Underarten Siproeta stelenes biplagiata

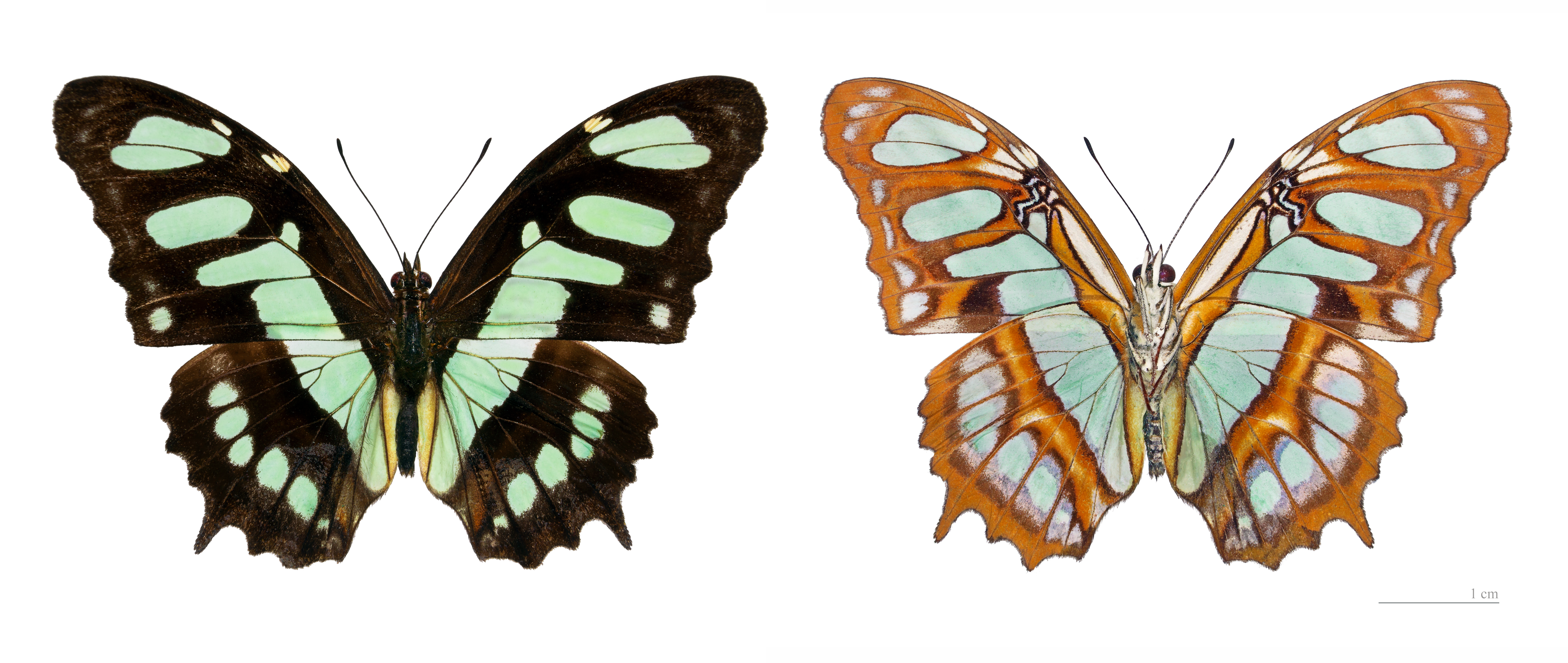
Siproeta stelenes meridionalis

Det finns tre underarter av malakitfjärilen:
- Siproeta stelenes biplagiata (Fruhstorfer, 1907)
- Siproeta stelenes meridionalis (Fruhstorfer, 1909)
- Siproeta stelenes sophene (Fruhstorfer, 1907)